# Leucopteryx mollis
Leucopteryx mollis är en fjärilsart som beskrevs av Butler 1889. Leucopteryx mollis ingår i släktet Leucopteryx och familjen påfågelsspinnare. Inga underarter finns listade i Catalogue of Life.